# Sant'Antonio da Padova col Bambino (Morazzone)
Sant'Antonio da Padova col Bambino è un dipinto su tela del Morazzone conservato a Dresda nella Gemäldegalerie Alte Meister.

## Storia
Il quadro era giunto nelle gallerie estensi di Modena nel 1635, da qui fu ceduto nel 1746 all'allora re di Polonia residente a Dresda.
Già prima di partire in un inventario del 1744 era stato attribuito a uno dei fratelli Giovanni Stefano o Giuseppe Danedi, ambedue detti i Montalto e ugualmente influenzati dal Morazzone e altri maestri ambrosiani. Un'attribuzione che trova ancora oggi qualche credito. In realtà questa attribuzione riferiva di un quadro rappresentante san Bernardino da Siena con il Bambino e quindi potrebbe trattarsi di un'errata interpretazione dell'iconografia dovuta alla magrezza di questo sant'Antonio. D'altronde la pittura dei due Montalti non sembra poter arrivare alla qualità di quest'opera.

## Descrizione e stile
Il piccolo quadro, evidentemente destinato alla devozione privata, è ancora pienamente manieristico e lontano dalle nascenti rappresentazioni misticheggianti del tema.
È singolarmente efficace qui l'effetto di illuminazione a lume che spezza la tela in due, una parte completamente in ombra ed una illuminata dall'apparizione del Bambino. La scena pare sollecitata dalla pietà intimistica promossa da Carlo Borromeo con una drammatizzazione realistica e popolare. Una sensibilità che dimostra Morazzone già libero dalle ridondanze retoriche della sua formazione romana.
E così in quel breve tratto di luce riesce ad esprimere l'umana tenerezza dell'incontro sciolta nei rapidi elementi descrittivi, mettendo con naturalezza assieme tutti gli attributi iconografici consolidati del santo: lo strofinarsi affettuoso dei volti sorridenti, la delicata carezza di Antonio che sprofonda nelle gote del bimbo, la confidenza del braccino abbandonato sul grande polso dell'altro, la morbida contorsione del corpicino (una specie di firma del Morazzone), e, risalendo dalle pagine appena stropicciate del libro, la mano, che un po' appoggiata sulle dita e un po' allo stelo del giglio, trattiene le gambe del piccolo.